# Spindasis pindarus
Spindasis pindarus är en fjärilsart som beskrevs av Thomas Horsfield. Spindasis pindarus ingår i släktet Spindasis och familjen juvelvingar. Inga underarter finns listade i Catalogue of Life.